# Cerre-lès-Noroy
Cerre-lès-Noroy là một xã thuộc tỉnh Haute-Saône trong vùng Franche-Comté phía đông nước Pháp.